# Ping
El ping és una eina de les xarxes TCP/IP (com ara Internet) que permet, de forma similar a una trucada perduda, determinar si un servidor està funcionant i si s'hi pot arribar des d'una xarxa concreta amb l'ordinador des d'on es fa la prova. El programa envia paquets ICMP i n'espera les respostes. També és anàleg al funcionament dels sonars en els submarins, amb què es va inspirar el seu autor, Mike Muuss.
És una eina molt útil per a la diagnosi de les connexions d'Internet. No obstant això, molts proveïdors de serveis d'Internet filtren o bloquen aquest tipus de sol·licitud.
Alguns cucs i altre programari maligne de la xarxa ho utilitzen per a trobar noves víctimes provocant, a més, problemes de saturació de la xarxa i desperfectes en els encaminadors (routers).
Algunes eines relacionades són el traceroute, i el pathping.

## Origen del terme
La comanda ping té el seu origen en els submarins i els seus sonars, que envien un senyal sonor per detectar si hi ha algun obstacle. Si existeix torna, significa que hi ha algun cos o barrera en la trajectòria del senyal emès pel sonar. Es pot calcular la distància de l'obstacle mitjançant el temps que tarda a retornar el senyal, el qual pot usar-se com a informe exacte de la posició de l'objecte contra el que s'ha impactat el senyal. Encara està vigent el seu ús, encara que va haver propostes que no van ser recolzades per les principals potències per eliminar els perjudicis que ocasiona a les espècies marines.
El mecanisme de la comanda ping és similar al que s'utilitza al sonar: podem veure si hi ha connectivitat entre 2 hosts i el temps que tarden a arribar els paquets segons quant tarda a arribar la resposta.

## Exemples
Tots els sistemes operatius i plataformes actuals incorporen la possibilitat d'executar aquesta utilitat mitjançant l'ús de crides al sistema.
En les últimes versions de Windows la crida que s'utilitza és \>ping i el nombre ip o el nom d'on vols fer la comprovació. Això et retornarà diversos resultats indicant en nombre de bytes, el temps que ha trigat, i el TTL.
Exemple de ping a Windows XP a l'adreça IP (numèrica) de la Viquipèdia.
```
E:\>ping 91.198.174.2

Fent ping a 91.198.174.2 amb 32 bytes de dades:

Resposta des de 91.198.174.2: bytes=32 temps=859ms TTL=128
Resposta des de 91.198.174.2: bytes=32 temps=846ms TTL=128
Resposta des de 91.198.174.2: bytes=32 temps=615ms TTL=128
Resposta des de 91.198.174.2: bytes=32 temps=718ms TTL=128

Estadístiques de ping per 91.198.174.2:
 Paquets: enviats = 4, rebuts = 4, perduts = 0
 (0% perduts),
Temps aproximants d'anada i tornada:
 Mínim = 615ms, Màxim = 859ms, Mitjana = 759ms

```

Exemple de ping a Linux a una adreça de nom (ca.wikipedia.org), transformada a numèrica gràcies a un servidor DNS.
```
$ ping ca.wikipedia.org
PING rr.knams.wikimedia.org (145.97.39.133) 56(84) bytes of data.
64 bytes from lily.knams.wikimedia.org (145.97.39.133): icmp_seq=1 ttl=48 time=127 ms
64 bytes from lily.knams.wikimedia.org (145.97.39.133): icmp_seq=2 ttl=48 time=243 ms
64 bytes from lily.knams.wikimedia.org (145.97.39.133): icmp_seq=3 ttl=48 time=239 ms
64 bytes from lily.knams.wikimedia.org (145.97.39.133): icmp_seq=4 ttl=48 time=457 ms

--- rr.knams.wikimedia.org ping statistics ---
5 packets transmitted, 4 received, 20% packet loss, time 4000ms
rtt min/avg/max/mdev = 127.062/266.665/457.262/119.506 ms

```

## Altres usos
- Als jocs en xarxa sovint es fa referència a la latència en la comunicació entre dos punts, factor molt important en la jugabilitat.
- A l'IRC s'utilitza l'ordre /ping per a conèixer el temps de resposta d'un usuari en un canal. És habitual també cridar l'atenció d'algú escrivint-li ping, amb el que l'altre respon pong; recordant així el joc ping-pong.
- En el món dels blocs, es coneix com a ping a la notificació que es fa a altres ordinadors, com ara altres blocs o portals, especialment quan hi ha contingut actualitzat.